# Thoreaulite
La thoreaulite è un minerale appartenente al gruppo della foordite.